# Laelia disjuncta
Laelia disjuncta är en fjärilsart som beskrevs av Walker 1865. Laelia disjuncta ingår i släktet Laelia och familjen tofsspinnare. Inga underarter finns listade i Catalogue of Life.